# Litto
Litto (in greco Λύκτος? o Λύττος) è stata una delle più potenti città dell'antica Creta: ciò si desume dalla sua comparsa nel catalogo delle navi nell'Iliade di Omero. Litto ora è un villaggio nel comune di Minoa Pediada.

## Mitologia
Secondo Esiodo , Rea partorì Zeus in una grotta del Monte Egeo, nei pressi di Litto. La grotta è stata in seguito identificata, alla fine del XIX secolo, come Psychro. Gli abitanti di questa antica città dorica usavano chiamarsi coloni di Sparta. Il culto di Apollo sembra essere stato quello dominante.

## Storia
Secondo Polibio, Litto era la città più antica dell'isola di Creta.
Nel tempio funerario di Amenofi III (1391-1353 a.C.), in cui è presente un elenco di luoghi conosciuti del Mar Egeo, Litto è menzionata sotto il nome di Rikata.
Secondo alcuni studiosi, il suo nome è stato menzionato nei testi in lineare B come ru-ki-to.
Nel 344 a.C., Faleco il Focide, supportato dalle truppe di Cnosso, espugnò la città di Litto, da cui era stato cacciato da Archidamo III, re di Sparta. Il conflitto con Cnosso si protrasse per molto tempo, tanto che Litto riuscì a creare una lega anti-Cnosso formata da molte città dell'isola. L'esercito di Cnosso, approfittando dell'assenza delle milizie rivali, impegnate in una spedizione, attaccarono Litto di sorpresa e la rasero al suolo. Coloro che tornarono dalla spedizione, vedendo la città distrutta, si rifugiarono a Lampa. Polibio, parlando di quest'evento, testimonia la forte tempra dei littesi in confronto ai loro connisolani. Riconquistarono la loro città con l'aiuto di Gortina, che cedettero loro il Diatonium, un territorio che aveva sottratto a Cnosso.
Litto fu saccheggiata da Quinto Cecilio Metello Cretico durante la conquista romana, ma una Litto era ancora esistente al tempo di Strabone, a 80 stadi (15 km) dal Mar Libico.  Il sito porta ancora oggi il nome di Litto e lì si possono ammirare le rovine di una città.
Nel XVI secolo, i manoscritti veneziani descrivono le mura di una città antica situata su un alto monte, protetta da bastioni circolari e altre fortificazioni, quasi nel cuore di Creta. Sono state scoperte numerose rovine antiche e tombe, così come un immenso arco di un acquedotto, in cui l'acqua era stata portata attraverso una profonda valle per mezzo di un grande canale di marmo.
Il porto di Chersonissos era la base dei commerci via mare di Litto.
Secondo Stefano di Bisanzio, la città di Arsinoe, la cui localizzazione non è certa, apparteneva era governata dalla città-stato di Litto durante il periodo ellenistico. Alcuni studiosi fanno corrispondere questa Arsinoe con la città di Rhithymna, anche se piuttosto lontana da Litto. Altri la posizionano nei pressi del villaggio di Malia, nei pressi di Chersonissos.
Le monete coniate a Litto hanno solitamente rappresentata un'aquila che spicca il volo, con la scritta "ΛΥΤΤΙΩΝ".